# Kasimir Szczuka

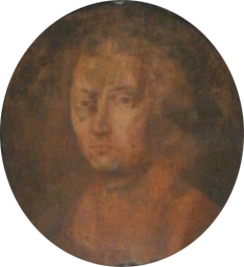
Kasimir Szczuka

Kasimir (Casimiro) Szczuka, polnisch Kazimierz Jan Szczuka Herb Grabie (* 1620 in Płock; † 30. Juni 1694) war 1693 und 1694 Bischof von Kulm (heute Chełmno in Polen).

## Leben
Kazimierz Jan Szczuka stammte aus dem Masowischen Zweig (Falislaw Szczuka) der Familie Szczuka ab. Er ist somit ein entfernter Verwandter von Stanislaw Antoni Szczuka, die Familie gehörte der Wappengemeinschaft Grabie des polnischen Adels an.
Bevor er die geistliche Laufbahn einschlug, nahm er als Soldat am Krieg zwischen Schweden und den Türken teil. Nach der Abdankung von Johann II. Kasimir im Jahre 1668 unterstützte er die Kandidatur des französischen Bewerbers um den polnischen Königsthron, des Fürsten von Condé. Im Jahre 1669 war er einer der Wähler von Michael Korybut Wiśniowiecki; 1674 wirkte er an der Königswahl von Johann III. Sobieski mit.
Am 11. Juli 1670, bereits im 50. Lebensjahr stehend, empfing er die Diakonenweihe und zwei Tage später die Priesterweihe und wurde in das Bistum Przemyśl inkardiniert. Papst Innozenz XII. ernannte ihn am 2. Oktober 1693 zum Bischof von Kulm. Die Bischofsweihe spendete ihm am 22. November desselben Jahres Jan Stanisław Witwicki, der Bischof von Posen; Mitkonsekratoren waren Andrzej Chryzostom Załuski, Bischof von Płock, und Stefan Antonin Mdzewski OP, Weihbischof im Bistum Luzk. Am 18. Februar 1694 nahm er das Bistum in Besitz, doch bereits am 30. Juni desselben Jahres starb er im Amt. 